# Mojoj Rami
Mojoj Rami naziv je prvog albuma ramske etno skupine Čuvarice. Album je objavljen 2014. godine.
Autori skladbi na CD-u su Biljana Glibo, njezin suprug Milan Glibo i sin David. Milan i David su instrumentalisti u skupini.
Album su snimile u mostarskom studiju „Pavarotti“.

## Popis pjesama
Na albumu je sedam skladbi, a sve su posvećene Rami ili su narodne obrade iz Rame:
1. Oj Ivane (hrvatska narodna iz Rame, obrada B. Glibo)
2. Ramo lijepa li si (tekst: Ruža Grubeša, glazba: B.i M. Glibo)
3. Gospe Ramska (tekst Z.Marić i Ž. Mađar, glazba B. i M. Glibo)[1]
4. Rama zemlja sveta
5. Moj dragane (glazba: Biljana, David i Milenko Glibo, aranžman: Josip Vukoja - Joco)
6. Diva s Vrana (tekst: Čuvarice, glazba: Biljana Glibo)
7. Pomami se stara baba (hrvatska narodna iz Rame)